# Pteronotus gymnonotus
Pteronotus gymnonotus är en fladdermusart som beskrevs av Johann Natterer 1843. Pteronotus gymnonotus ingår i släktet Pteronotus och familjen bladhakor. IUCN kategoriserar arten globalt som livskraftig. Inga underarter finns listade i Catalogue of Life.
Denna fladdermus förekommer från södra Mexiko till norra Bolivia och västra Brasilien samt till norra Guyana. Den vistas vanligen i regioner som ligger lägre än 400 meter över havet. Habitatet utgörs av fuktiga tropiska skogar och av savanner.
Individerna jagar skalbaggar och andra insekter. De vilar i grottor och bildar ofta blandade kolonier med andra fladdermöss. Födosöket sker med hjälp av ekolokalisering.
Med en genomsnittlig kroppslängd (huvud och bål) av 64 mm och en vikt av cirka 12,6 g (hanar) respektive 13,9 g (honor) är Pteronotus gymnonotus en av de mindre arterna i släktet. Den har mörkbrun päls på ryggen och något ljusare päls på framsidan. Liksom andra bladhakor saknar arten hudflikar (blad) på näsan. Istället förekommer veck och vårtor i läpparna. Ena hälften av svansen är inbäddad i svansflyghuden och den andra halvan är fri. Artens vingar är sammanlänkade på ryggens mitt.